# Ngen-rëpü
Ngen-rëpü son espíritus Ngen dueños del camino tropero y senderos naturales; pertenecientes a la mitología mapuche.

## Descripción
Los Mapuches distinguen a unos tipos de Ngen, como espíritu dueño del camino tropero y senderos naturales, es decir habitarían en lugares donde se formó un camino natural, debido a la acción de la naturaleza; como son los existentes entre dos cerros y por donde corre el agua, y también los formados por pisadas de animales silvestres. Dichos caminos habrían sido hecho por los espíritus antiguos, y en todos esos caminos hay un Ngen que dejaron como dueño del camino. 
Igualmente se dice que los caminos presentes en la naturaleza y que originalmente fueron creados por el hombre, pero que posteriormente no necesitan de un cuidado constante humano o fueron abandonados, también tendrían a un Ngen-rëpü; ya que tomarían posesión de ellos, y lo escogerían como su hogar, y por ello estarían igualmente bajo su cuidado.

## Oraciones a Ngen-rëpü
Al realizar un viaje por estos caminos, a  Ngen-rëpü se le dice «dame buen viaje». Así el Ngen da camino al caminante; y aunque sea en una montaña tupida, uno ve el camino. Si no fuera por este ngen, se vería nublado y no se encontraría el camino.